# Motlalepula Thabana
Motlalepula „Michael” Thabana (ur. 27 lutego 1950) – lesotyjski lekkoatleta długodystansowiec, olimpijczyk.
Wystąpił na igrzyskach olimpijskich w 1980 w Moskwie w biegu na 10 000 metrów. W swym biegu eliminacyjnym zajął ostatnie 10. miejsce i nie awansował do finału. Miał najsłabszy czas (34:01,5) ze wszystkich zawodników, którzy ukończyli tę konkurencję na tych igrzyskach.  